# Gumpener Kreuz
Das Gumpener Kreuz ist eine Passhöhe im Odenwald und nimmt Bezug auf die Flurbezeichnung Kreuz in der Gemarkung Groß-Gumpen der Gemeinde Reichelsheim im Odenwaldkreis in Hessen. 

## Geographische Lage
Das Gumpener Kreuz ist ein verkehrsgünstig gelegener 273 Meter hoher Bergsattel im Vorderen Odenwald südwestlich von Reichelsheim und nördlich von Fürth. Hier liegt der niedrigste Punkt der Wasserscheide zwischen der Gersprenz im Norden und der Weschnitz im Süden. Die Grenze zwischen dem Odenwaldkreis und dem Landkreis Bergstraße folgt der Kammlinie dieser Wasserscheide beiderseits des Gumpener Kreuzes für einige Kilometer. Auf der Krumbacher Seite der Kreisgrenze liegt der Hof Gumpener Kreuz, in dem ein Gasthaus betrieben wird.

## Verkehr
Das Gumpener Kreuz ist ein Knotenpunkt im Straßenverkehr. Nicht nur, dass die Bundesstraße 38 diesen Übergang nutzt, die den Vorderen Odenwald mit Darmstadt und Dieburg im Norden und Weinheim im Süden verbindet, sondern auch die als Nibelungenstraße bekannte Bundesstraße 47 erreicht, von Worms und Bensheim im Westen kommend, ab der Schönen Aussicht (447 m) in stetem Gefälle über Lindenfels das Gumpener Kreuz, um sich dann mit der B 38 die Nordrampe hinab nach Reichelsheim und in die Gersprenzniederung zu teilen. Sodann geht sie weiter über die Spreng nach Michelstadt und Amorbach im Osten. 
Auch Wanderwege wie der Nibelungensteig führen über das Gumpener Kreuz.

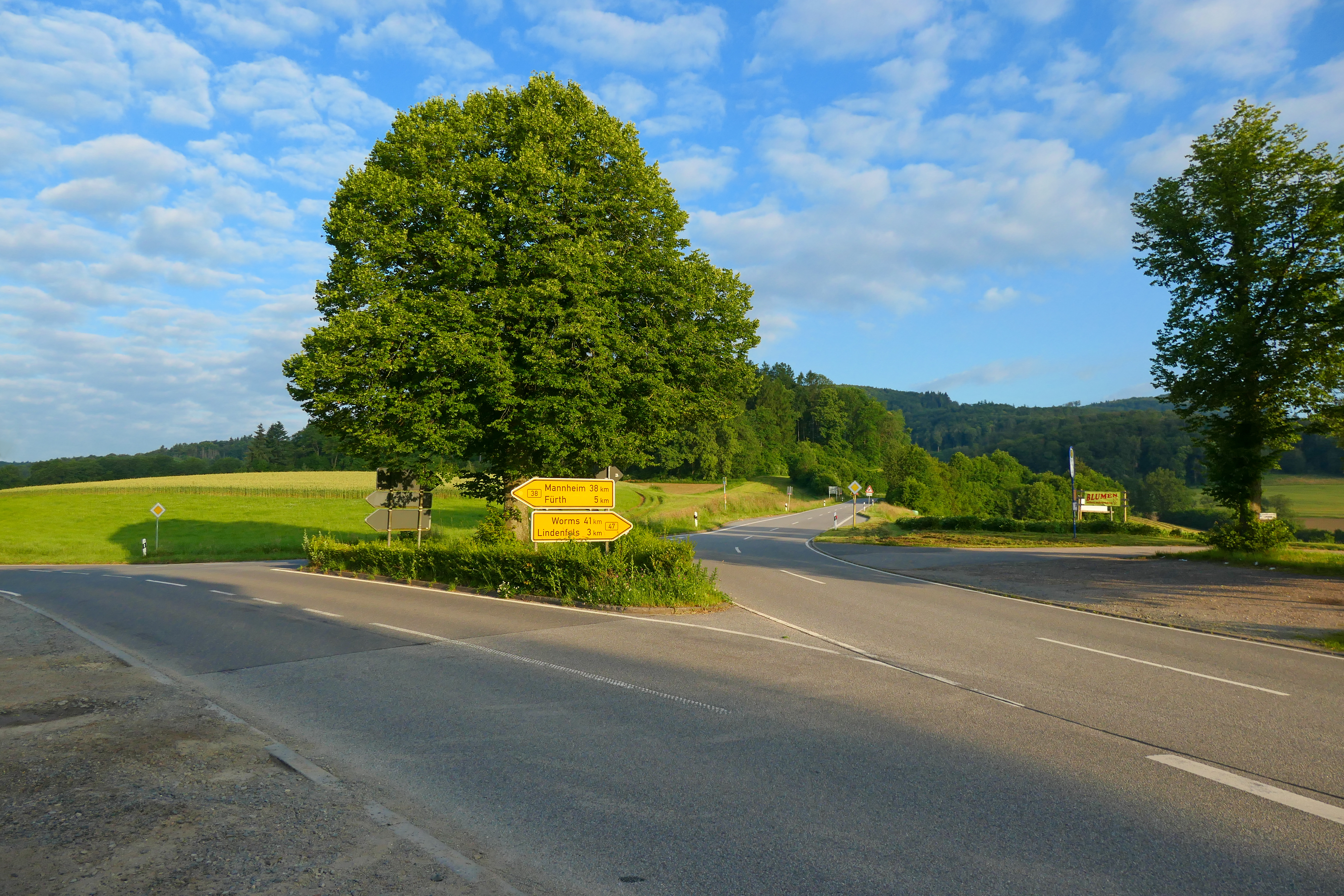
Verkehrspunkt am Gumpener Kreuz mit B 38 bzw. B 47 (2024)
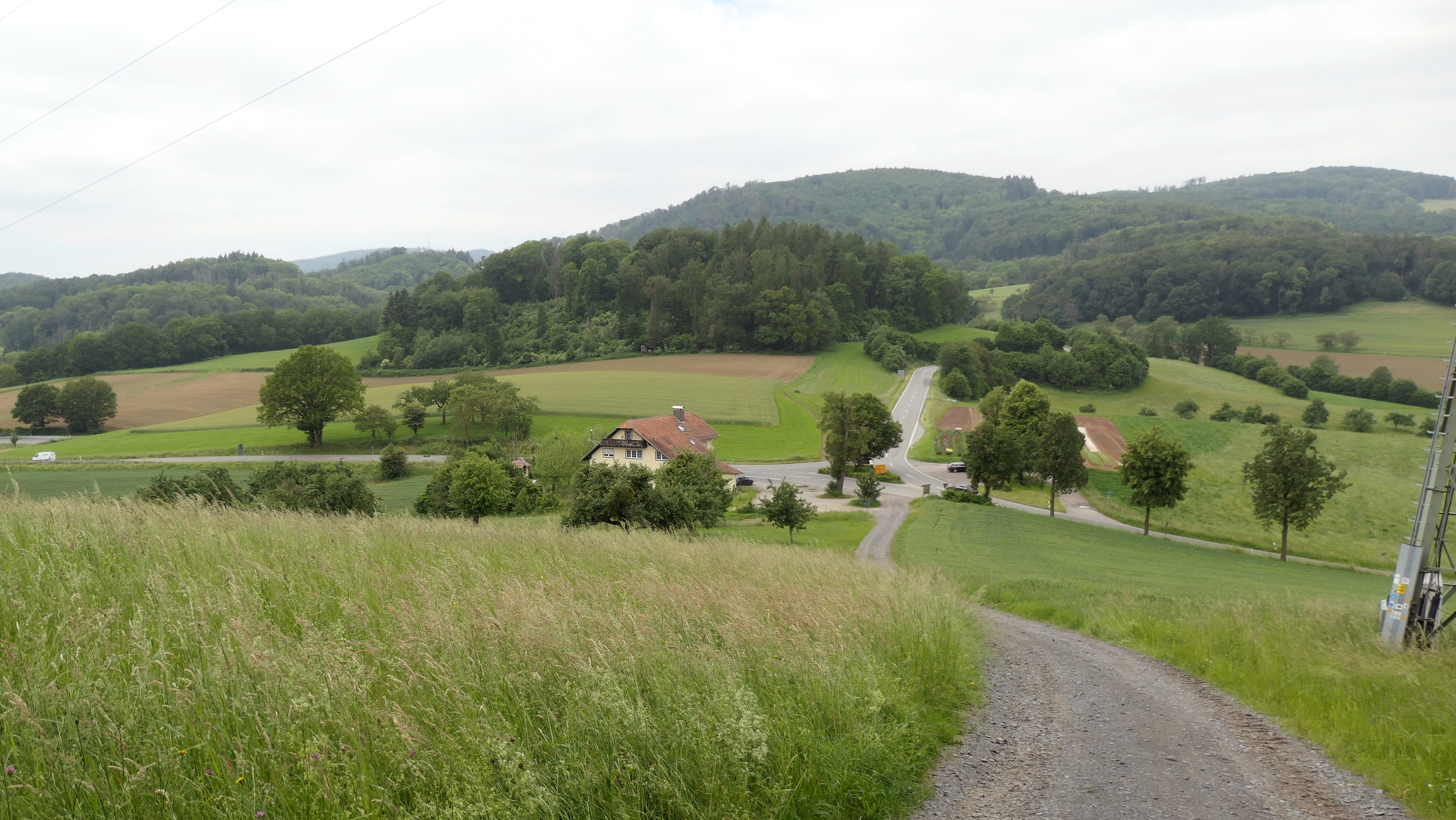
Gumpener Kreuz von Osten vom Nibelungensteig (2024)